# Еллен Рене Стофан
Еллен Рене Стофан (англ. Ellen R. Stofan, народилась 24 лютого 1961) — директорка Національного музею повітря й космосу Смітсонів (2018), почесний професор кафедри наук про Землю в Університетському коледжі Лондона, колишній головний науковий співробітник НАСА.

## Біографія
Еллен Стофан — дочка Ендрю Дж. Стофана, інженера, який працював у НАСА як дослідник, керівник програми й директор центру.
1983 року здобула ступінь бакалавра з геології в коледжі Вільяма і Мері (Вільямсбург, Вірджинія, США).
1989 року здобула ступінь магістра, захистила докторську дисертацію з теми «Геологія коронних і купольних структур на Венері та моделі їх походження». Після чого їй був присуджений науковий ступінь «доктор наук» (Браунський університет). Приєдналася до лабораторії реактивного руху (JPL) як докторантура і стала заступником головного наукового співробітника проєкту «Місія Магеллана на Венері».

## Кар'єра
1994 року Стофан стала головним ученим Лабораторії реактивного руху (JPL) за програмою «Нове тисячоліття», керувала командою у складі 100 вчених, що працювали над сучасними технологіями.
1995 року переїхала до Лондона, продовжувала працювати в JPL.
З 1991 по 2000 рр. очолювала групу вчених у лабораторії реактивного руху НАСА, Пасадіна (Каліфорнія).
2000—2013 рр. — була віцепрезидентом і провідним науковцем консалтингової фірми Proxemy Research, що спеціалізувалася на планетарних дослідженнях (Вашингтон).
2013—2016 рр. — провідний науковець НАСА:
- співпрацювала з науковим радником президента Барака Обами та Національною радою з питань науки та технологій щодо вирішення шляхів подальшого розвитку наукової політики.
- виконувала обов'язки головного радника при адміністраторі НАСА Чарльзі Болдені щодо наукових програм, планування та інвестицій агентства;
- була одним із керівників розробки довгострокового плану вивезення людей на Марс;
- розробила стратегію для НАСА щодо підтримки комерційної діяльності на низькій орбіті Землі під час переходу від Міжнародної космічної станції (МКС) до відправлення людей на Місяць і Марс у середині 2020-х років.
- підтримувала загальні наукові програми НАСА з геліофізики, науки про Землю, планетарних наук та астрофізики.

Грудень 2016 року — пішла у відставку з НАСА.
Дослідження Еллен Стофан були зосереджені на геології Венери, Марса, Сатурна, Титану та Землі.

## Нагороди та відзнаки
- Президентська премія за дострокову кар'єру вчених та інженерів (PECASE) як найвища честь, що надає уряд США видатним ученим та інженерам, які починають свою самостійну кар'єру.
- Медаль «За видатні наукові заслуги» (НАСА).
- Визначна людина 2014 року за версією CNN.

## Публікації
- Стофан, Еллен; Cravens, Thomas E.; Esposito, Larry W., ред. (2007). Дослідження Венери як земної планети. Американський геофізичний союз.
- Стофан, Еллен; Джонс, Том (2008). Планетологія: розблокування секретів Сонячної системи. National Geographic. ISBN 978-1-4262-0121-9.